# Ilo (filho de Dardano)
Ilo (Ilus) era filho de Dardano  e Bátia, filha de Teucro. Morreu sem filhos, de forma que seu irmão Erictônio tornou-se rei da Dardânia.